# Réserve naturelle Bolonski
La réserve naturelle Bolonski (en russe : природный заповедник «Болоньский») a été créée le 18 novembre 1997 sur un territoire du kraï de Khabarovsk, à une centaine de kilomètres au sud de la ville de Komsomolsk-sur-l'Amour. Le territoire de la réserve naturelle se trouve sur la rive gauche du Bas-Amour, adjacent au sud-ouest au lac Bolon (en), entre les rivières Selgon et Simmi et est couvert partiellement d'une zone humide dont la préservation est protégée par la convention de Ramsar, au même titre que 34 sites en Russie, suivant la liste des sites Ramsar en Russie. La superficie de la réserve est de 103,600 hectares. L'emplacement de la réserve est un lieu de nidification, de concentration massive lors de son survol par des espèces rares d'oiseaux aquatiques.
La fonction principale de la réserve est la mise en œuvre de la protection des territoires naturels afin de préserver la diversité biologique animale et végétale et de la maintenir dans leur état premier,,.

## Lac Bolon
Le lac Bolon (en) est un grand lac d'eau douce d'une superficie de 338 km2, d'une profondeur maximale de 4 mètres. Sa longueur est de 70 km et sa largeur de 20 km. C'est un endroit important pour les oiseaux migrateurs. Il se trouve au nord de la réserve Bolonski et n'en fait pas administrativement partie,.

## Flore et faune
Le type de végétation prédominant de la réserve est celui de marais, qui occupent 87 % du territoire. On peut y observer environ 250 espèces d'oiseaux dont 160 espèces nichent dans la réserve, le nombre total d'espèces rares étant de 35 espèces. Des recherches et des études sont menées, ensemble avec des spécialistes de l'institut bio-médical venant du Japon, sur les oiseaux de proie. Pendant la période des vols de printemps et d'automne, les oiseaux se posent dans la réserve pour se reposer et se nourrir. Leur nombre est estimé entre 0,8 million et 1,2 million de différentes espèces. Les études sur les insectes ont également commencé. Jusqu'à présent, environ 500 espèces de lépidoptères ont été étudiées. Sur le territoire de la réserve poussent des espèces de plantes rares ou régionales, reprises au livre rouge de Russie : Brasenia schreberi, Iris ensata, Trapa incisa.

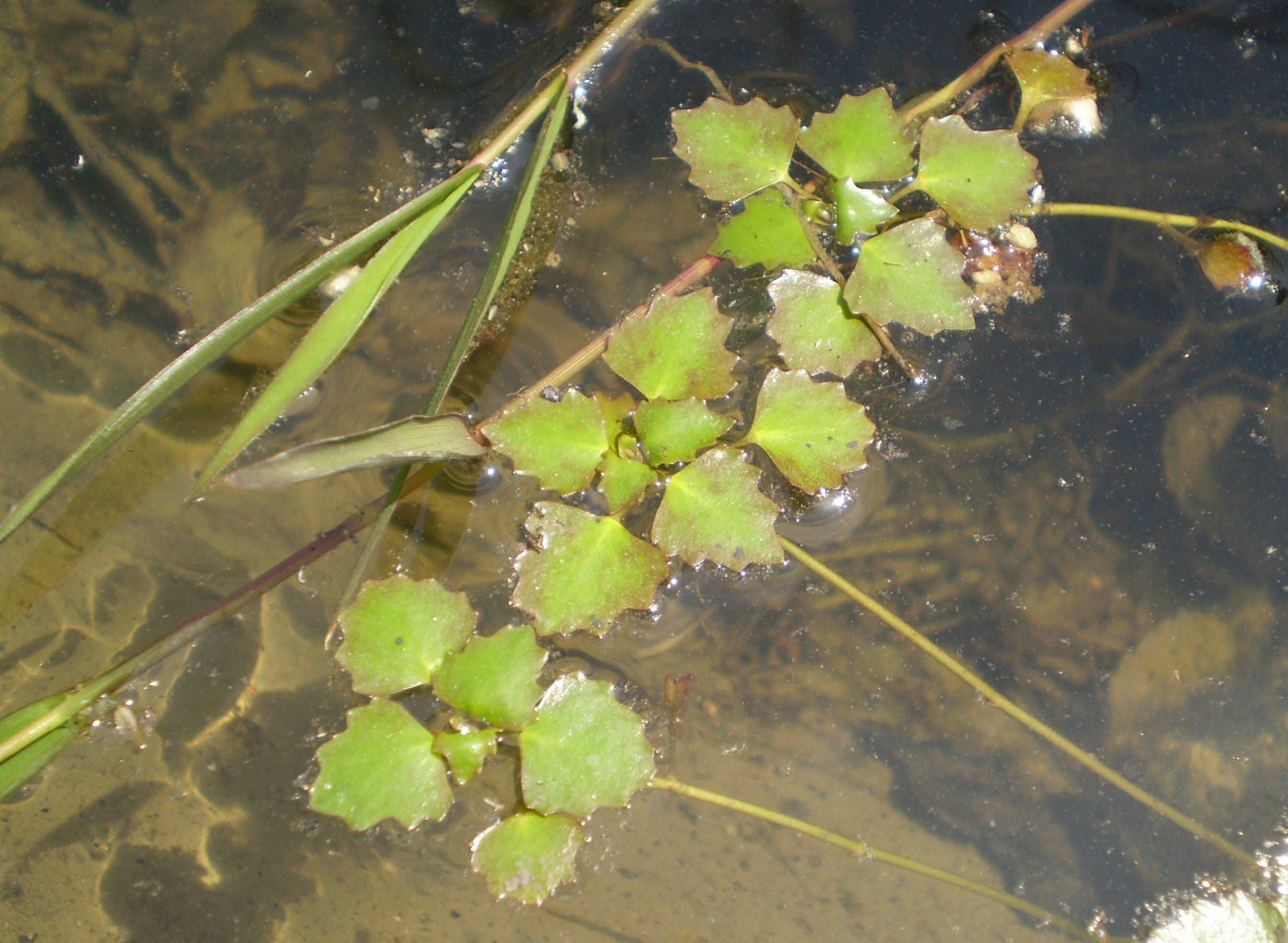
Trapa incisa
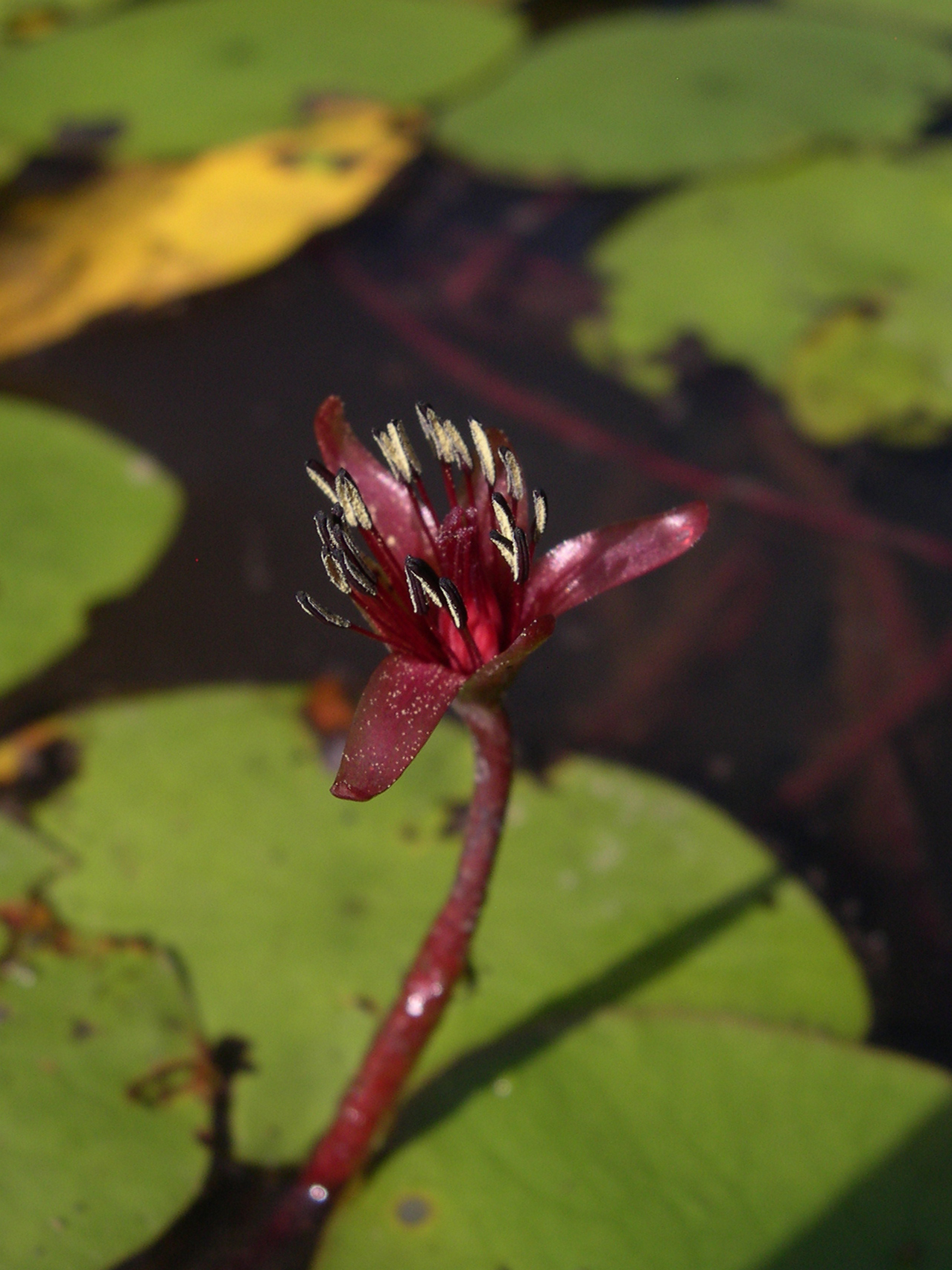
Cabombaceae ou Brasenia
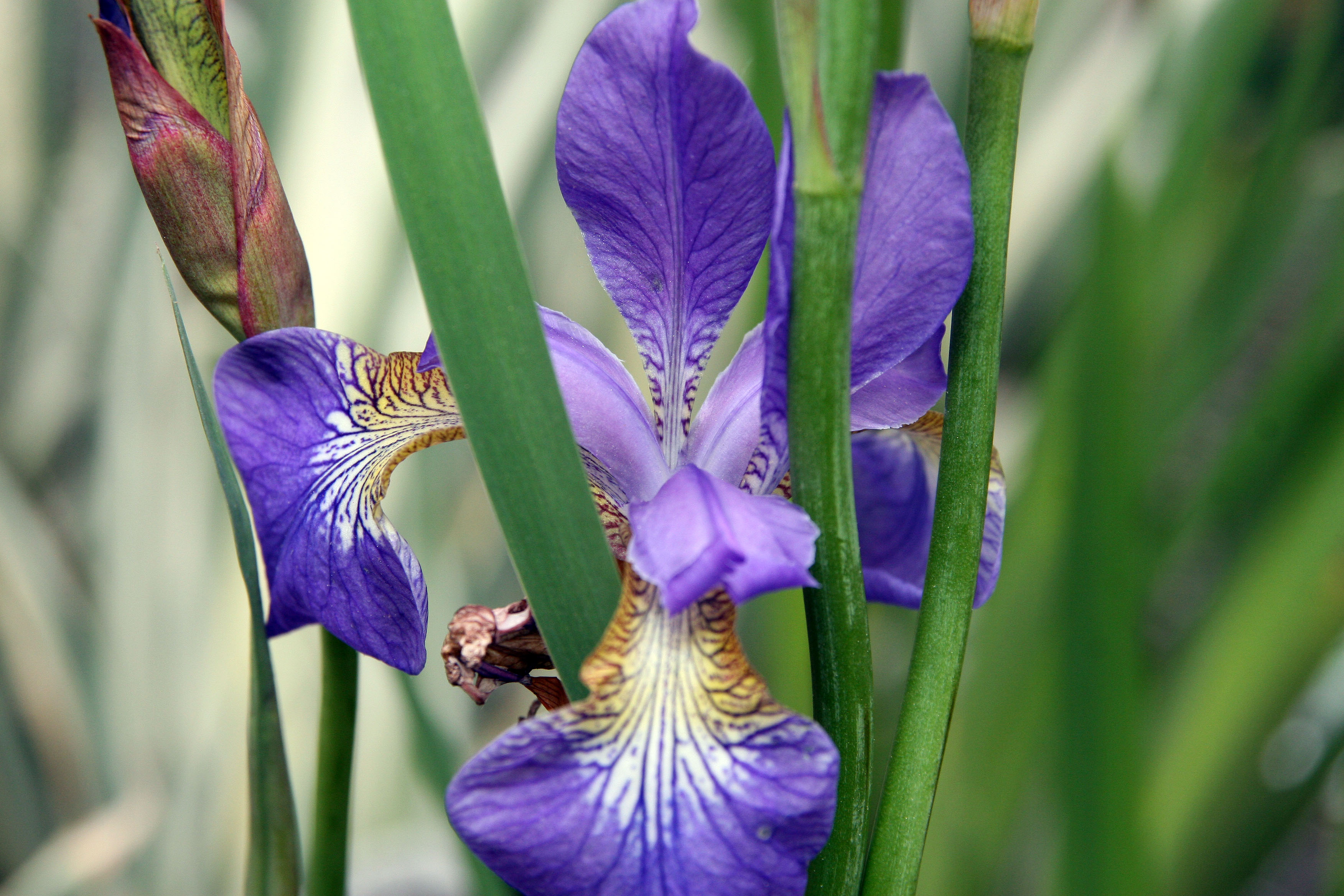
Iris ensata